# Glee (6.ª temporada)
A sexta e última temporada de Glee foi anunciada no dia 19 de abril de 2013, juntamente com a quinta temporada, com a renovação de duas temporadas firmadas com o canal Fox. A temporada final, contêm 13 episódios e estreou na sexta-feira, 9 de janeiro de 2015 com duas horas de episódio e o final também foi com duas horas de episódio no dia 20 de março de 2015, sendo a temporada mais curta da série.

## Enredo
Glee retorna as suas origens no último ano e Lima volta a ser o cenário principal da serie. No primeiro episódio, Rachel retorna à sua cidade natal, Lima, Ohio, após sua série fracassar. Como uma forma de redenção, ela decide juntamente com Kurt, tentar trazer de volta o Glee Club no McKinley, tarefa que não será fácil, pois Sue está mais rígida do que nunca em relação às artes na escola. No segundo episódio, Homecoming (Retorno), Rachel pede ajuda dos formandos para recrutar novos integrantes para o Glee Club. Com isso, Sam, Santana, Brittany, Quinn, Puck, Mercedes, Tina e Artie retornam ao McKinley para ajudar Rachel e Kurt. Os principais personagens voltam no tempo e podemos conhecer um pouco mais do porquê os principais integrantes do Clube Glee escolheram se inscrever no fracassado coral da escola. O Clube Glee finalmente ganha as nacionais e reconhecimento. O tempo passa e podemos ver os integrantes ja adultos e com seus sonhos já realizados, como o de Rachel, que finalmente consegue seu esperado prêmio por seu trabalho na Broadway, O casamento de Blaine e Kurt e Santana e Brittany. Agora o McKinley se torna uma escola de referência e com Will Schuster como seu diretor.

## Recepção
A sexta temporada não obteve altos indíces de audiência, tendo apenas os episódios "2009" e "Dreams Come True" como os mais vistos. A temporada teve o corte um corte de 9 episódios, fazendo assim essa ter 13 episódios, diferente das quatro primeiras temporadas que tinham 22 episódios e da anterior que teve 20 episódios. O início da temporada foi recebido com reviews positivas, a maioria delas foi de que a última temporada lembra muito as primeiras de Glee'. A estreia da sexta temporada foi menos assistida em toda a história da série, com uma audiência de 2.34 milhões e em adultos com idade entre 18 à 49 anos a estreia marcou 0.7/2. No Rotten Tomatoes a sexta temporada marcou uma audiência de 63% baseado em 8 reviews. Nessa temporada acompanhamos o retorno de Rachel, Blaine e Kurt para Ohio após uma série de problemas em suas vidas: Rachel teve o seu programa cancelado após ele ter audiência 0, Blaine termina o noivado e vira o novo treinador dos Warblers, e Kurt vem para estudar à distância na NYADA, começa a procurar um novo amor em sua vida, e ajudar Rachel à reabrir o Novas Direções novamente. A sexta temporada não teve tantas homenagens, apenas a regravação do episódio piloto (décimo segundo episódio). Sendo acompanhada do lançamento do DVD Glee: The Final Season e dos EP's de todos os episódios.

## Acusação de Racismo
Em 2020, após Lea Michele fazer um post de apoio ao movimento Black Lives Matter, a atriz Samantha Marie Were que interpretou a personagem Jane acusou a atriz de racismo após responder o tweet da mesma, dizendo que Lea fez a sua vida um inferno, e que ela ameaçava cagar na sua peruca, dando a entender que o post dela era totalmente hipócrito. Após o post, várias pessoas do elenco começaram a desabafar no Twitter dizendo que Lea sim tinha algumas atitudes de "diva", que acabava incomodando um pouco os outros atores do cast. Os hates e ataques que Michele recebia, aumentaram ainda mais quando a colega dela, Naya Rivera, acabaou falecendo no dia 08 de julho de 2020, levando ao ponto da atriz desativar temporariamente o seu perfil no Twitter. A atriz se pronunciou em seu Instagram, com uma carta aberta pedindo desculpas.

## Briga entre Naya e Lea
Em 2014, começaram a surgir rumores de que Naya Rivera teria sido demitida de Glee, após uma série de reclamações contra Lea Michele nos bastidores da temporada anterior sobre certos comportamentos de diva da atriz. Brigas constantes das atrizes levaram ao ponto das duas não trocarem nenhum tipo de diálogo nos bastidores dessa temporada, e as personagens Rachel e Santana não terem nenhuma cena ou diálogo juntas em todos os episódios. Isso logo foi desmentido por Lea em uma entrevista, no qual a mesma afirmou que as pessoas "gostam de colocar uma mulher contra a outra". Após o lançamento do livro Sorry Not Sorry: Dreams, Mistakes And Growing Up de Naya em 2016, o assunto voltou á tona após em um dos trechos do livro, Naya afirmar que uma atriz de Glee a quase fez ser demitida do elenco após ela "reclamar de certos comportamentos dela", dando a entender de que se tratava de Michele. O que realmente aconteceu foi a saída de Naya do elenco principal e sua volta ao elenco regular, além da aparição de apenas 5 episódios de Santana.

## Produção
No dia 19 de abril de 2013, a Fox renovou o seriado Glee para mais duas temporadas, sendo elas a quinta temporada e a sexta temporada. Ryan Murphy na sequência anunciou que a sexta temporada seria a última do programa e que seria centrada em Nova Yorque assim como na quinta temporada, ainda declarou que o episódio de estreia da sexta temporada seria a continuação da quinta e que durante esta o seriado voltaria ao núcleo do colégio McKinley High para mostrar os estudantes que não se formaram no quinta temporada. Além disso, a sexta temporada teria um foco em Finchel, com a última cena da série sendo Rachel retornando ao WMHS. Mas após a morte de Cory Monteith em 2013, Ryan mudou de ideia e resolveu voltar as origens e focar na missão de Rachel de conseguir trazer o Glee Club de volta após o fracasso de sua série.  A sexta temporada estreou em 9 de janeiro de 2015, como parte da temporada 2014-2015 da FOX nos EUA. Os 13 episódios foram transmitidos consecutivamente as sextas-feiras às 21h (UTC−5), com o início e o final tendo episódios-duplos, que têm duas horas de duração, iniciando uma hora antes do normal.

## Elenco e personagens

### Elenco principal
- Chris Colfer como Kurt Hummel (12 episódios)
- Darren Criss como Blaine Anderson (12 episódios)
- Dot-Marie Jones como Shannon/Sheldon Beiste (9 episódios)
- Jane Lynch como Sue Sylvester (13 episódios)
- Kevin McHale como Artie Abrams (7 episódios)
- Lea Michele como Rachel Berry (13 episódios)
- Matthew Morrison como William Schuester (11 episódios)
- Chord Overstreet como Sam Evans (12 episódios)
- Amber Riley como Mercedes Jones (8 episódios)

### Elenco recorrente
- Dianna Agron como Quinn Fabray (4 episódios)
- Jessalyn Gilsig como Terri Del Amonico  (2 episódios)
- Jayma Mays como Emma Pillsbury (3 episódios)
- Heather Morris como Brittany S. Pierce  (5 episódios)
- Mike O'Malley como Burt Hummel (3 episódios)
- Alex Newell como Wade "Unique" Adams (2 episódios)
- Naya Rivera como Santana Lopez (6 episódios)
- Mark Salling como Noah Puckerman (7 episódios)
- Harry Shum, Jr. como Mike Chang (2 episódios)
- Becca Tobin como Kitty Wilde (9 episódios)
- Jenna Ushkowitz como Tina Cohen-Chang (9 episódios)
- Romy Rosemont como Carole Hudson-Hummel (2 episódios)
- Iqbal Theba como Sr. Figgins/Abigail Figgins Gunderson (3 episódios/1 episódio)
- Max Adler como Dave Karofsky (6 episódios)
- Vanessa Lengies como Sugar Motta (2 episódios)
- Samuel Larsen como Joe Hart (2 episódios)
- Ivonne Coll como Alma Lopez (2 episódios)
- Max George como Clint (6 episódios)
- Harry Hamlin como Walter (3 episódios)
- Bill A. Jones como Rod Remington (2 episódios)
- Christopher Cousins como Superintendente Bob Harris (3 episódios)
- Jennifer Coolidge como Whitney S. Pierce (2 episódios)
- Ken Jeong como Pierce Pierce (2 episódios)
- Dijon Talton como Matt Rutherford (2 episódios)
- Lauren Potter como Becky Jackson (6 episódios)
- Justin Prentice como Darrell (3 episódios)

### Novas Direções (Terceira Geração)
- Noah Guthrie como Roderick (12 episódios)
- Marshall Williams como Spencer Porter (12 episódios)
- Samantha Marie Ware como Jane Hayward (11 episódios)
- Billy Lewis Jr. como Mason McCarthy (11 episódios)
- Laura Dreyfuss como Madison McCarthy (11 episódios)
- J.J. Totah como Myron Muskovitz (4 episódios)
- Finneas O'Connell como Alistair (4 episódios)

### Participação
- Jonathan Groff como Jesse St. James (2 episódios)
- Carol Burnett como Doris Sylvester (1 episódio)
- Michael Bolton como ele mesmo (1 episódio)
- Gloria Estefan como Maribel Lopez (1 episódio)
- Gina Gershon como Pam Anderson (1 episódio)
- Geraldo Rivera como ele mesmo (1 episódios)
- Brian Stokes Mitchell como LeRoy Berry (1 episódio)
- Carnie Wilson como ela mesma (1 episódio)
- Michael Hitchcock como Dalton Rumba (1 episódio)
- Ashley Fink como Lauren Zizes (2 episódios)
- Blake Jenner como Ryder Lynn (1 episódio)
- Earlene Davis como Andrea Carmichael (1 episódio)
- Jacob Artist como Jake Puckerman (1 episódio)
- NeNe Leakes como Roz Washington (1 episódio)
- Jim Rash como Lee Paulblatt (1 episódio)
- Kent Avenido como Howard Bamboo (1 episódio)

## Episódios
| N.º na série | N.º na temp. | Título                                                                          | Dirigido por                  | Escrito por                             | Exibição original       | Cód. de produção | Audiência (milhões) |
| --- | ------------ | ------------------------------------------------------------------------------- | ----------------------------- | --------------------------------------- | ----------------------- | ---------------- | ------------------- |
| 109 | 1            | "Loser Like Me" "(Um Perdedor Como Eu)" (BR)                                    | Bradley Buecker               | Ryan Murphy, Brad Falchuk e Ian Brennan | 9 de janeiro de 2015    | 6ARC01           | 2.34                |
| A série de televisão da Rachel é cancelada após um único episódio, então ela retorna para Lima e descobre que seus pais estão se divorciando. Rachel acaba descobrindo que Sue acabou com os programas de artes no McKinley, ela convence o superintendente de Lima para restaurar o Glee Club, mas ele insiste que ela irá liderá-lo. Blaine retorna para Lima depois que Kurt acabou com o noivado e ele foi expulso de NYADA; ele está treinando os Warblers, Will agora está treinando o rival Vocal Adrenaline, e Sam é o assistente do treinador do time de futebol no McKinley. Kurt perdeu Blaine e decide fazer seu trabalho à distância do terceiro ano da NYADA em Lima ajudando Rachel com o New Directions, mas descobre que Blaine mudou e está namorando Dave Karofsky (Max Adler). |              |                                                                                 |                               |                                         |                         |                  |                     |
| 110 | 2            | "Homecoming" "(De Volta)" (BR)                                                  | Bradley Buecker               | Ryan Murphy                             | 9 de janeiro de 2015    | 6ARC02           | 2.34                |
| Kurt convoca os antigos membros para ajudá-los a conseguir novos membros para o Glee: Quinn, Puck, Brittany, Santana, Mercedes e Artie retornam para ajudá-los nessa missão. Rachel escuta uma voz pelo tubo de ventilação e fica sismada procurando pela escola o dono dela. Uma garota chamada Jane vai atrás de Blaine e revela que deseja se tornar uma Warble. Will dá um jantar para Rachel, Blaine, Kurt e Sam para selar um acordo de paz. Kitty reaparece e se nega voltar para coral depois do que houve com ela e com os novatos. Quinn, Santana e Brittany recrutam 2 gêmeos Cheerios, Mason e Madison. Kurt tenta recrutar Spencer, um jogado de FootBall gay, que recusa a entra para o Glee. Após não ser aceita Jane se transfere para o McKinley. Todos descobrem que o dono da voz é Roderick, um garoto gordo que é piada do McKinley mas no Coral é aceito, dando 4 Membros a eles. |              |                                                                                 |                               |                                         |                         |                  |                     |
| 111 | 3            | "Jagged Little Tapestry" "(Uma Tapeçaria Difícil de Tecer)" (BR)                | Paul McCrane                  | Brad Falchuk                            | 16 de janeiro de 2015   | 6ARC03           | 1.98                |
| Os antigos Quinn, Puck, Brittany, Santana e Tina resolvem ficar mais uma semana no Glee. Rachel e Kurt têm suas desavenças sobre quem vai ficar no comando do coral, dando um trabalho sobre qual o tema da 1ª semana, levando os antigos a intervir. Santana pede Brittany em casamento, e Kurt não aceita muito bem. Spencer começa a achar Bestie muito exaltada e fala com Sam sobre isso, logo após ele revela para a Sue. Becky retorna com um novo namorado que não tem Síndrome de Down levando todos a achar que ele tira proveito dela. Após uma conversa com Sue, Bestie revela que está em uma transição de sexual de mulher para homem, onde Sue, Sam e Spencer a apoiam. |              |                                                                                 |                               |                                         |                         |                  |                     |
| 112 | 4            | "The Hurt Locker, Part One" "(O Armário Da Dor - Parte Um)" (BR)                | Ian Brennan                   | Ian Brennan                             | 23 de janeiro de 2015   | 6ARC04           | 1.82                |
| Sue revela a Becky seu quarto do terror onde guarda segredos e revelações sobre os 6 anos do glee com fotos de todos os membros, entre uma sala secreta dedicada a seu amor por Klaine. Ela resolve criar uma competição chamada "Invictional" com a meta desestabilizar o Glee e assustar os novos membros. Para isso ela convoca o Vocal Adrenaline e os Warbles. Sam e Rachel começam a sentir coisas que nunca sentiram um pelo outro, revelando uma forte atração. Vocal Adrenaline se apresenta, assustando a todos. |              |                                                                                 |                               |                                         |                         |                  |                     |
| 113 | 5            | "The Hurt Locker, Part Two" "(O Armário Da Dor - Parte Dois)" (BR)              | Barbara Brown                 | Ian Brennan                             | 30 de janeiro de 2015   | 6ARC05           | 1.85                |
| Os Novatos perdem a confiança e ficam assustados. Kurt revela a Rachel que eles necessitam da Kitty e a manda e atrás dela, pois é a única que pode conseguir trazê-la de volta. Rachel vai atrás de Kitty e a pede para voltar mas ela ainda se nega pois tem medo que tudo que aconteceu com ela após o fim do glee aconteça movamente. Sue arma para Klaine deixando eles trancados em um elevador com a condição que só sairão de lá ser derem um beijo. Sue hipnotiza Sam para afastar Rachel da meta de ajudar o Glee mas falha. Os Warbles ser apresentam sem a presença de Blaine. Sam e Spencer têm uma conversa e Spencer decide entrar para o Coral. Kitty vai atrás de Rachel e aceita voltar, dando aos News Direction 6 membros, Kitty e Rachel invadem a sala de Sue para conseguir as listas musicais. Os N.D se apresentam e vencem a competição. |              |                                                                                 |                               |                                         |                         |                  |                     |
| 114 | 6            | "What the World Needs Now" "(Do que o Mundo Precisa)" (BR)                      | Barbara Brown                 | Michael Hitchcock                       | 6 de fevereiro de 2015  | 6ARC06           | 1.58                |
| Os antigos retornam mas uma vez ao McKinley dessa vez com a meta de ajudar Santana e Brittany nos preparativos para o casamento. Mercedes dá passe livre para Rachel se envolver com Sam, mas também a questiona sobre seu futuro caso ela deseje voltar para a Broadway. Brittany vai atrás da avó de Santana e a tenta convencê-la a comparecer no casamento delas. |              |                                                                                 |                               |                                         |                         |                  |                     |
| 115 | 7            | "Transitioning" "(Transição)" (BR)                                              | Dante Di Loreto               | Matthew Hodgson                         | 13 de fevereiro de 2015 | 6ARC07           | 1.81                |
| Will convoca Unique para ensinar ao Vocal Adrenaline a conscientizá-los mas a tarefa não tem êxito. Mercedes e Artie continua no McKinley. Sam convoca Kurt, Blaine, Mercedes, Artie e Kitty para ajudar Rachel, pois sua casa está sendo vendida e ela necessita de uma intervenção dos amigos os fazendo a dar uma festa de despedida no Porão da sua Casa. Shannon Bestie retorna agora com Sheldon Bestie e assume sua posição como Treinador dos Titans. O V.A começa os trotes e para iniciar e tacam ovo em Rachel e Blaine, e "decoram" o carro de Sheldon, levando a Will tomar atitudes drásticas. Junto com Sue, os dois armam para todos se encontrarem no auditório do McKinley, onde 200 trans mais Unique estão presentes para uma apresentação maravilhosa. Após isso Will pede demissão como treinador do V.A. |              |                                                                                 |                               |                                         |                         |                  |                     |
| 116 | 8            | "A Wedding" "(Um Casamento)" (BR)                                               | Bradley Buecker e Ian Brennan | Ross Maxwell                            | 20 de fevereiro de 2015 | 6ARC08           | 1.86                |
| Enfim Chega o dia do Casamento de Santana e Brittany o lugar para cedia a data especial foi o celeiro onde por sua mãe Brittany descobre que nasceu, elas tem pouco tempo e colocam todos Novatos e Antigos do Glee Club para trabalharem e transforma o celeiro em um lugar especial. Vendo todos seguindo suas vidas faz Tina questiona seu futuro e vida amorosa a fazendo toma uma atitude impulsiva onde Artie ser pro culpa com a amiga e Ex-Namorada. Já Rachel fica a presenciava em saber a reação de Carone e Burt em saber que ela seguiu em frente e esta com Sam. Sue fica desconfortável quando descobre que não foi convida para o casamento da suas Ex-Alunas e sobre Klaine a faz toma uma atitude de ultima hora. |              |                                                                                 |                               |                                         |                         |                  |                     |
| 117 | 9            | "Child Star" "(Criança Prodígio)" (BR)                                          | Michael Hitchcock             | Ned Martel                              | 27 de fevereiro de 2015 | 6ARC10           | 1.69                |
| Com Kurt e Blaine em Lua de Mel, o Glee fica por conta de Rachel e Will que recebe uma noticia e novidade de Ultima o Pedido de um Garoto sobrinho do superintendente que deseja que o Glee ser apresente no dia do seu Bar Mitzvah, pelo seu parentesco Familia Sue os força a atende o pedido do Garoto mesmo sendo encima daa hora e atrapalhando os ensaios para Seccionais. Roderick sofre com o sobre peso na sua aula de educação Fisica e na vida oque faz Spencer a ser ríspido com ele, mas apos saber que Roderick é amigo de Alistair(Paixão de Spencer) o faz muda de ideia e atitude co um trato de um ajuda ao outro. Mason começa a demostra sentimento por Jane mas com Madson sua irma em cima dele toda hora faz com que atrapalhe seu envolvimento. |              |                                                                                 |                               |                                         |                         |                  |                     |
| 118 | 10           | "The Rise and Fall of Sue Sylvester" "(Ascensão e Queda de Sue Sylvester)" (BR) | Anthony Hemingway             | Jessica Meyer                           | 6 de março de 2015      | 6ARC11           | 1.81                |
| Após o efeitos do episodio passado e a entrada de Myron e Alistair o Glee agora tem 8 membros mas mesmo assim não é o bastante para vence. Sue Resolver Acaba de vez com o Glee e ussa tudo oque tem mesmo que isso custe seu emprego a fazendo ser torna a Nova treinadora do Vocal Adrenaline. Um incêndio no Carmel faz com que os Warbles fiquem fora de competição e que Blaine e Kurt voltem de Viagem mas cedo vendo seu Ex-aluno tão mal Will tem umas ideia para acaba com os problema, junta o News Direction e Warbles formando um unico Grupo oque parece bom ser torna perigoso quando os dois grupos continua suas rixas. |              |                                                                                 |                               |                                         |                         |                  |                     |
| 119 | 11           | "We Built This Glee Club" "(Nos Fizemos Este Clube Glee)" (BR)                  | Joaquin Sedillo               | Aristotle Kousakis                      | 13 de março de 2015     | 6ARC12           | 2.02                |
| Chega o dia das Distritais e todos ficam ansiosos para saber qual Grupo vencerá: New Directions ou Vocal Adrenaline. Jesse Volta para Ohio após saber que Rachel pretende voltar para os palcos, mas que ainda está presa sobre onde ir já que foi reaceita na NYADA. Spencer e Roderick tornam-se um atraso quando os dois mal conseguem fazer a coreografia, eles resolvem pedir a ajuda de ninguém nada menos que Kitty a única sensata do Grupo. Rachel descobre, por Myron, que o superintedente disse que se os New Directions não vencerem as Distritais vão acabar de vez. Após tomar a sua decisão, Jesse volta para Nova York e diz a Rachel que estará à sua espera quando ela voltar. Os New Directions vencem as Distritais sobre os Vocal Adrenaline. |              |                                                                                 |                               |                                         |                         |                  |                     |
| 120 | 12           | "2009" "(2009)" (BR)                                                            | Paris Barclay                 | Ryan Murphy, Brad Falchuk e Ian Brennan | 20 de março de 2015     | 6ARC09           | 2.69                |
| Esse Episodio Fala Sobre os Membros Originais do Glee Rachel, Kurt, Mercedes e Artie antes e como fizeram pra entrarem do News Directions. |              |                                                                                 |                               |                                         |                         |                  |                     |
| 121 | 13           | "Dreams Come True" "(Sonhos Viram Realidade)" (BR)                              | Bradley Buecker               | Ryan Murphy, Brad Falchuk e Ian Brennan | 20 de março de 2015     | 6ARC13           | 2.54                |
| Esse episodio fala sobre a linha de tempo entre 2015 e 2020 sobre o presente e futuro de todos. O News Directions vencem as Narcionais. No McKilley agora ser tornou uma Escola de Artes Renomada e conta com um Novo Direto Will Schuester, que agora casado e com 3 filhos. o News Directions de 2016 agora tem Muitos Membros e um Novo Treinado Sam Evans. Mercedes revela que sua Carreira ta indo longe e que esta indo seguir em tour onde abrira os Shows da Beyoncé e Fará Sucesso Futuramente. Tina e Artie cumprem sua Promessas e ser Casam no Futuro Artie ser torna um Direto renomado e Tina sua musa estrela de Cinema. Kurt e Blaine Agora casados e morando juntos em New York ser tornar incentivadores para que todas as crianças sigam seus sonhos. Rachel esta Casada com Jesse é estrela de Musicais e Ganha seu primeiro Tony e dedica a todos aqueles que a Ajudaram chega ali tambem está gravida ela é mãe de aluguel para o filho de Blaine e Kurt. Sue ser torna Vice-Presidente e para ser desculpa por todo o Mal que fez no passa dos anos renomear o auditório do McKilley em Honra de "Finn Hudson". Em comemoração todos aqueles ou quase todos que fizeram parte da serie Glee retorna em uma canção de adeus. |              |                                                                                 |                               |                                         |                         |                  |                     |

### Audiência
| Nº series | Nº season | Título                               | Exibição original       | Rating/share (18–49) | Audiência (milhões) | DVR (18–49) | Audiência DVR (milhões) | Total (18–49) | Audiência Total (milhões) |
| --------- | --------- | ------------------------------------ | ----------------------- | -------------------- | ------------------- | ----------- | ----------------------- | ------------- | ------------------------- |
| 109       | 1         | "Loser Like Me"                      | 9 de janeiro de 2015    | 0.8/3                | 2.34                | 0.5         | —                       | 1.3           | —                         |
| 110       | 2         | "Homecoming"                         | 9 de janeiro de 2015    | 0.7/2                | 2.34                | 0.5         | —                       | 1.2           | —                         |
| 111       | 3         | "Jagged Little Tapestry"             | 16 de janeiro de 2015   | 0.7/2                | 1.98                | 0.6         | —                       | 1.3           | —                         |
| 112       | 4         | "The Hurt Locker, Part One"          | 23 de janeiro de 2015   | 0.7/2                | 1.82                | 0.5         | —                       | 1.2           | —                         |
| 113       | 5         | "The Hurt Locker, Part Two"          | 30 de janeiro de 2015   | 0.7/2                | 1.85                | 0.4         | —                       | 1.1           | —                         |
| 114       | 6         | "What the World Needs Now"           | 6 de fevereiro de 2015  | 0.5/2                | 1.58                | 0.6         | —                       | 1.1           | —                         |
| 115       | 7         | "Transitioning"                      | 13 de fevereiro de 2015 | 0.6/2                | 1.81                | 0.5         | —                       | 1.1           | —                         |
| 116       | 8         | "A Wedding"                          | 20 de fevereiro de 2015 | 0.6/2                | 1.86                | 0.6         | —                       | 1.2           | —                         |
| 117       | 9         | "Child Star"                         | 27 de fevereiro de 2015 | 0.6/2                | 1.69                | 0.6         | —                       | 1.2           | —                         |
| 118       | 10        | "The Rise and Fall of Sue Sylvester" | 6 de março de 2015      | 0.6/2                | 1.81                | 0.6         | —                       | 1.2           | —                         |
| 119       | 11        | "We Built This Glee Club"            | 13 de março de 2015     | 0.7/2                | 2.02                | 0.5         | —                       | 1.2           | —                         |
| 120       | 12        | "2009"                               | 20 de março de 2015     | 0.8/2                | 2.69                | —           | —                       | —             | —                         |
| 121       | 13        | "Dreams Come True"                   | 20 de março de 2015     | 0.7/2                | 2.54                | 0.6         | —                       | 1.3           | —                         |